# Green bean casserole

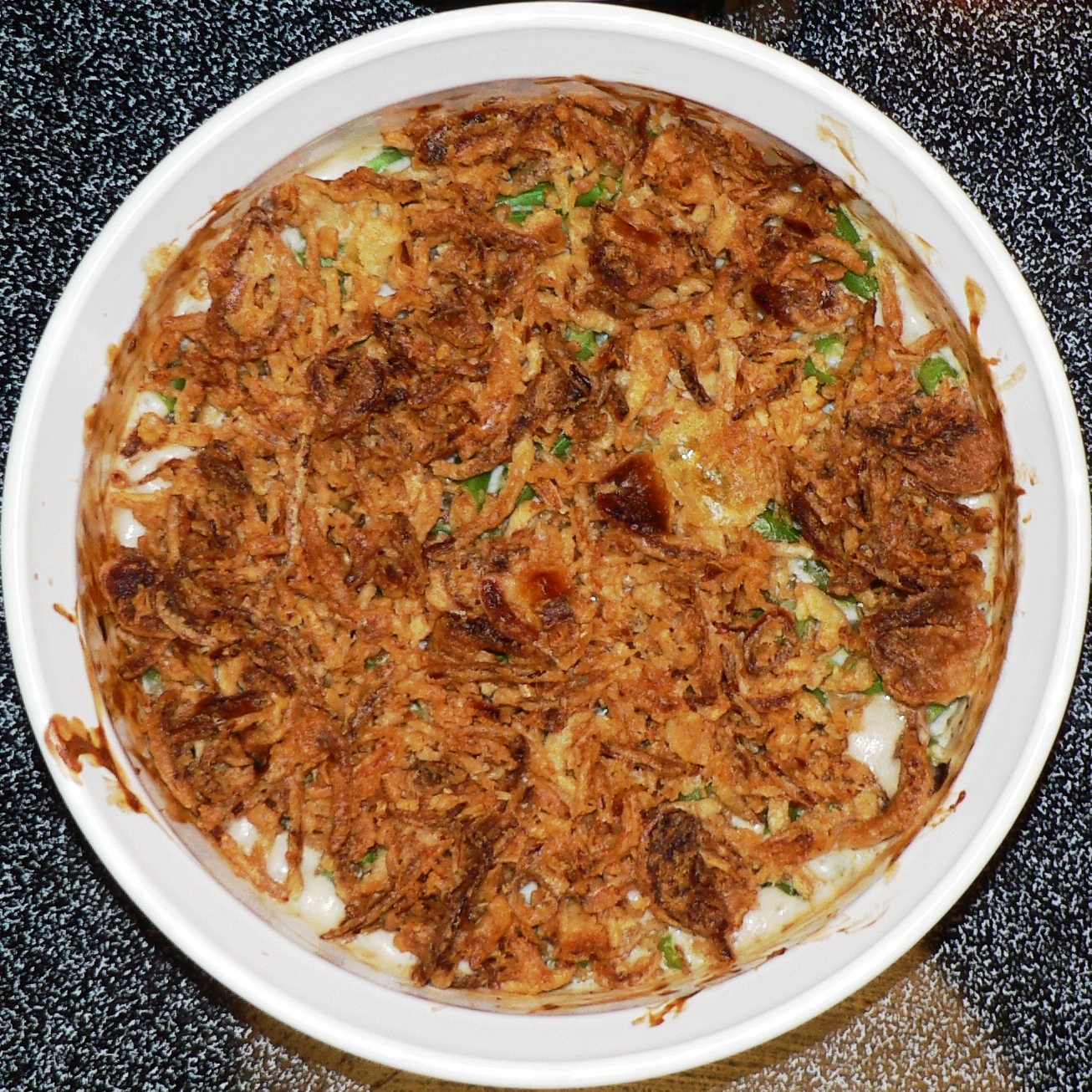
Green bean casserole.

La Green bean casserole es un plato de la cocina estadounidense que se sirve generalmente como acompañamiento de la cena de Acción de Gracias. El ingrediente principal de este plato son las judías verdes servidas en una cazuela (casserole) con crema de setas, y abundante cebolla frita. La cazuela suele llevar como ingredientes menos tradicionales pimienta negra y/o salsa de soja.

## Historia
La green bean casserole fue inventada por la compañía de conservas Campbell Soup Company en el año 1955 cuando la compañía estaba liderada por Doris Reilly. En el año 2002 la propia Doris mostró la receta del plato en la National Inventors Hall of Fame en Akron Ohio.